# ブラジルにおけるコーヒー生産

現在主にコーヒーが生産されている地域を
で示した。

この項目ではブラジルにおけるコーヒー生産（ブラジルにおけるコーヒーせいさん）について述べる。

## 生産量
ブラジルでの2007年のコーヒー豆生産量は2,249,010トンで、このうちの80パーセントはアラビカ豆であった。
この生産量は全世界の生産量の約3分の1を占め、現在までのおよそ150年間世界一の生産量を誇ってきた。
しかしブラジル国内におけるコーヒー生産は主にサラ・リー・ コーポレーションやクラフトフーヅといったアメリカ合衆国の企業による主導で行われている。

## 歴史
元々アメリカ大陸に自生するコーヒー種はなく、ブラジルで栽培されたコーヒーもまた外国から移入されたものであった。最初のコーヒー栽培は1727年にパラー州で始まった。一説によると、ブラジル政府は領土紛争解決のためという表向きでフランス領ギアナにFrancisco de Melo Palheta縦隊長を派遣し、フランス領ギアナのファーストレディと懇意になったFrancisco de Melo Palhetaがブラジルにコーヒーの種を密輸したとも言われる。
当初コーヒー生産の労働力は主に奴隷たちによってまかなわれ、19世紀前半にはブラジル南東部でのコーヒー栽培のために約150万人の奴隷が輸入された。1888年にブラジルでの奴隷制度が廃止されると、コーヒー農園主たちは主にヨーロッパからの移民を雇用し労働力を充足するようになった。1850年にはジャワ島を抜いて世界の半分のコーヒーを生産するようになった。ブラジルでコーヒーの栽培が本格化するのは19世紀のことであるが、19世紀半ば以降には今日まで世界最大のコーヒー生産国・世界最大のコーヒー輸出国の地位にある。1869年以降には病害（葉銹病）でアジアのコーヒー生産が壊滅的な状態となり、ブラジルでの生産に拍車がかかった。

### 1880年代

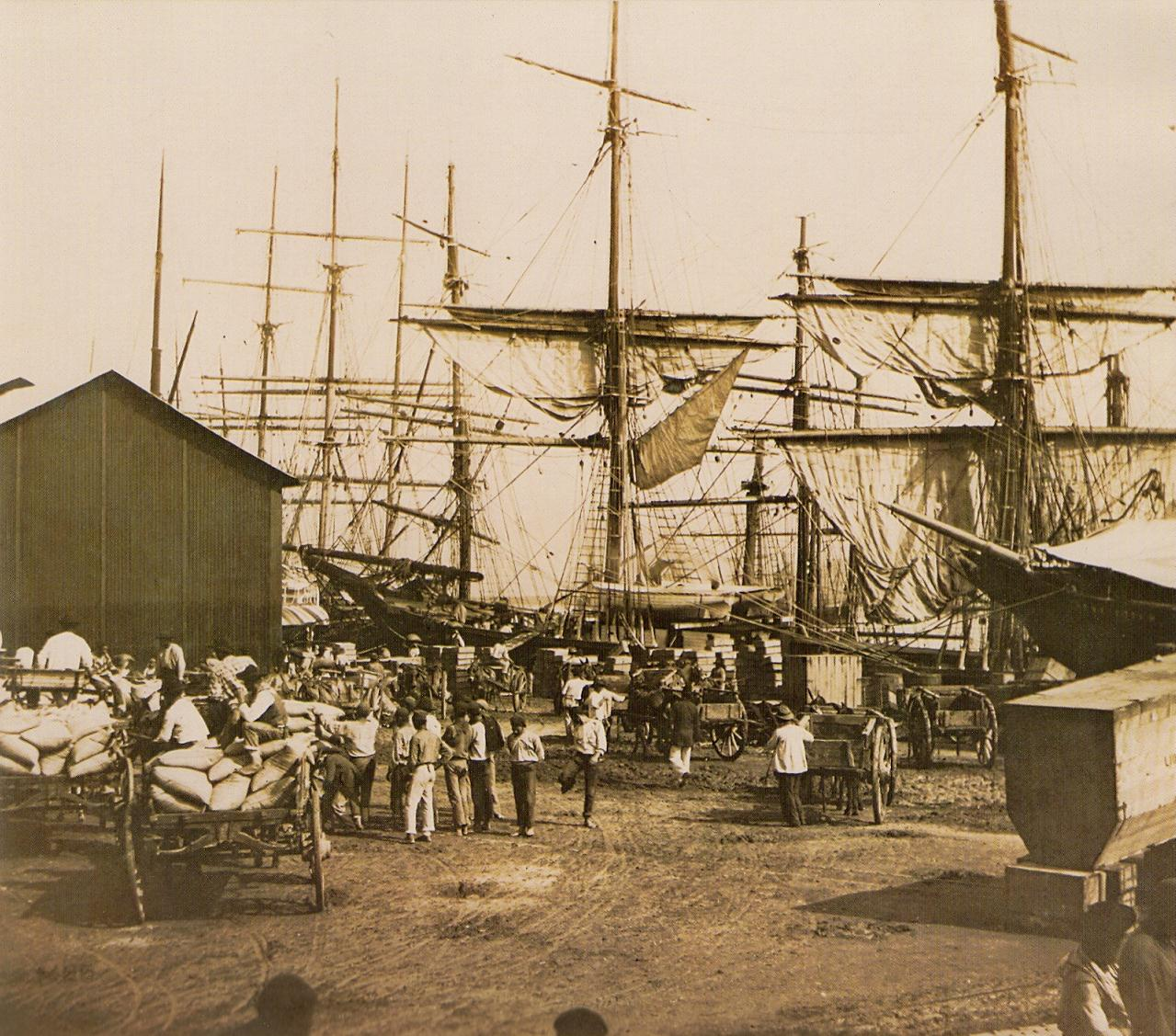
サントス港でコーヒーを積荷している様子。1880年撮影。

1880年代から1世紀以上も続いたコーヒー生産を経て、ブラジルにおける奴隷制度は衰退し労働力供給は賃金労働に切り替わった。また、ブラジルボク、砂糖、金採掘などといったブラジルの他の輸出産業とは違い、コーヒー生産はブラジル全体の産業化に大きく寄与した。ブラジル南東部のサンパウロにはコーヒー生産に従事する多くの移民が流入し、人口は1850年代に約30,000人、1890年には約70,000人、1900年には約240,000人にもなった。1930年代には人口1,000,000人を超え、サンパウロはリオデジャネイロを抜きブラジル最大の都市となった。

### 1906年価格維持政策
コーヒーの供給が過剰となり国際市場における価格が下落、コーヒー生産者の利益が減少したため、1906年2月にコーヒーの価格維持政策が行われた。この価格維持政策はコーヒー産業の恩恵を受けた富裕層を守ることに主眼が置かれていたとも言われる。これは政府がコーヒー収穫の余剰分を買い取って政府が決定した国際価格を維持するというものであった。例えば、1ポンドあたりの価格が7セントを超えると政府がそれまでに買い取った余剰分を売却することとされていた。この価格維持政策によってコーヒーの国際価格は一時的に上昇し、コーヒーの生産は拡大した。従って政府と富裕層から見ればこの政策は成功した。しかしこのことが後に国際的供給過剰による破綻を避けられないものとしたとも言える。

### 世界シェアの下落

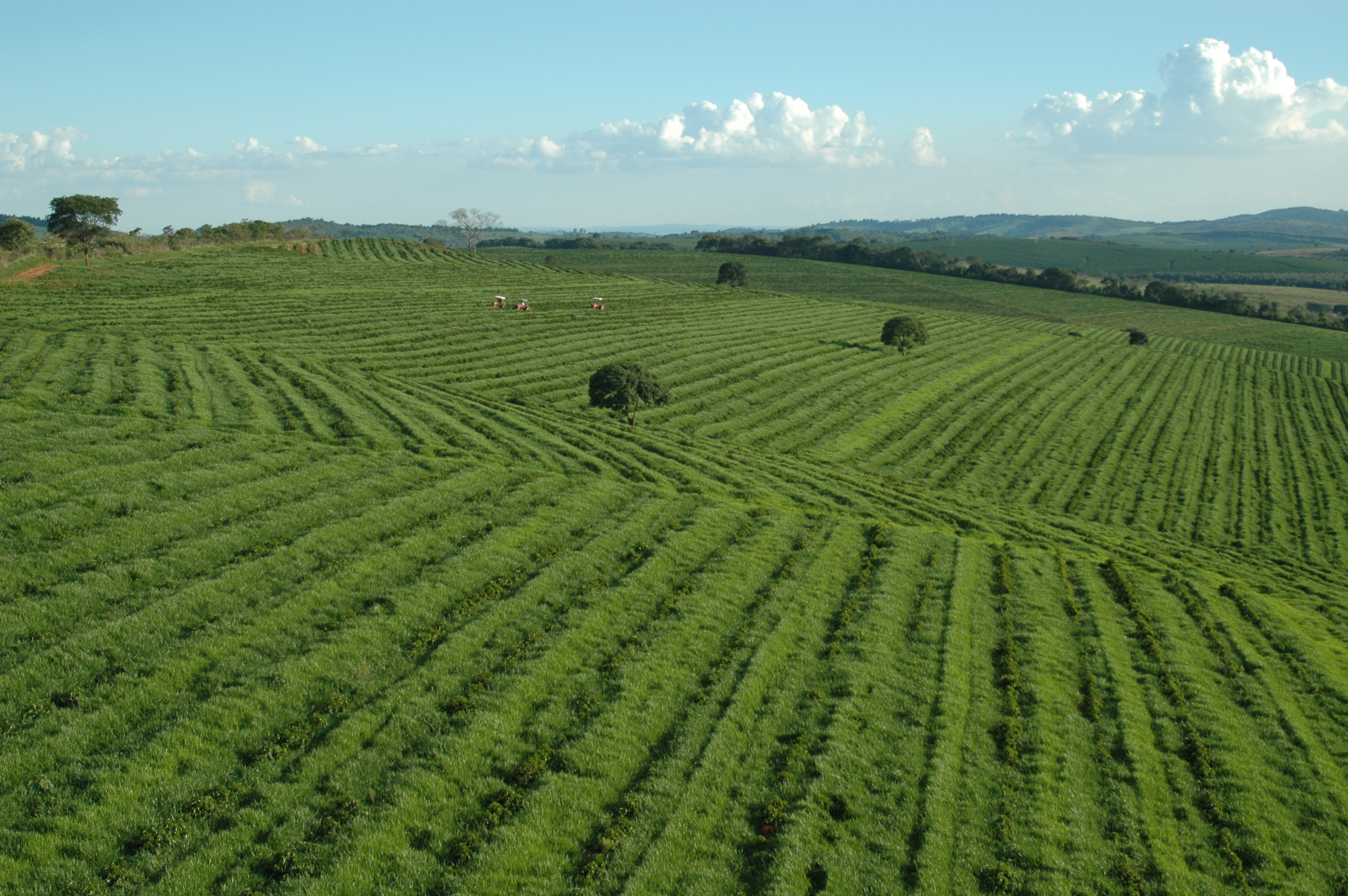
ミナスジェライス州にあるコーヒー農園。

コーヒー産業からの歳入は、1930年代の世界恐慌の影響で1ポンド当たりの価格が22.5セント（1929年）から8セント（1931年）に急降下するまでブラジル経済を牽引し続けた。税収によりブラジルの貿易収支は黒字を保ち、道路、港湾、通信システムの建設に充てられた。
ブラジル南東部のサンパウロとリオデジャネイロの間にあるパライーバ渓谷は、現在は荒廃しているが、かつてはコーヒー栽培で賑わった場所であった。この地域の赤い土壌の生産性は高く、通常の土地では最大でも25年間コーヒーを生産し続ければ土壌が枯れてしまうところを、この地域の土壌では30年間コーヒーを生産することができた。イタリア人がこの土のことをイタリア語で「赤い土」を意味する"terra rossa"と呼んでいたことから、現地の人々はこの土壌のことを"terra roxa"と呼ぶが、これはポルトガル語で「紫色の土」を意味する。
1920年代、世界のコーヒー市場はほとんどブラジル産コーヒーによる自然独占の状態にあり、世界シェアのおよそ80パーセントを占めていた。しかし1950年代になると世界的にコーヒーの生産が盛んになり、ブラジル産コーヒーの占める世界シェアは徐々に減少していった。ブラジル政府によって工業化支援政策も行われたが、ブラジル経済はコーヒー産業に依存し続け、1960年になってもなおブラジルの輸出の60パーセントをコーヒーが占めていた。19世紀のころと比較するとこれは90パーセント近くも高い数字であった。

### 規制緩和
1990年に行われた規制緩和でブラジルコーヒー産業界は品質管理の点に力を入れるようになった。ブラジル政府はそれまで規模の経済を重視していたため、品質管理部門が軽視される傾向にあった。

## 現代のブラジルコーヒー産業

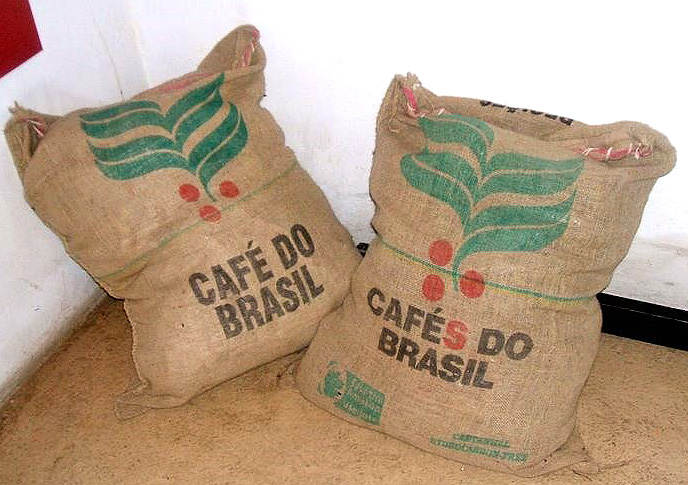
サンパウロで袋詰めされたコーヒー。"CAFÉ DO BRASIL"（「ブラジルのコーヒー」の意）と書かれている。

現在ブラジルにおいてはおよそ27,000平方キロメートルの面積のコーヒー農園に、60億本のコーヒーの木が栽培されている。これらの品種の内74パーセントがアラビカ豆で、26パーセントがロブスタ豆である。気候や土壌、地形に恵まれたサンパウロ州、ミナスジェライス州、パラナ州での生産が最も活発である。主に乾燥した6月から9月の間に収穫されることが多い。
現在約350万人が農村のコーヒー産業に従事しており、関連業種を含めるとおよそ700万人の雇用を創出しているとも言われる。大きく分けるとコーヒー業界は挽いた豆で販売するか、インスタントコーヒーの形で販売するかによって分かれる。2001年の時点では、挽いた豆の市場には1000以上の企業が参加し、企業間競争が激しいのに対し、インスタントコーヒー市場は大企業による寡占の状態で、4企業が市場全体の75パーセントのシェアを占めている。コーヒー生産は気候条件による影響を受けやすく、1994年の霜や2001年の水不足の影響で収穫が大打撃を受け国際価格が高騰したこともあった。